# Margaret Taylor
Margaret "Peggy" Mackall Smith Taylor (Calvert, Maryland; 21 de septiembre de 1788-Pascagoula, Misisipi; 14 de agosto de 1852) fue la esposa del presidente Zachary Taylor y primera dama de los Estados Unidos de 1849 a 1850.

## Matrimonio y primeros años
Nacida en el condado de Calvert, Maryland, el 21 de septiembre de 1788, era hija de Walter Smith, un próspero plantador de Maryland y oficial veterano de la Guerra de la Independencia, y Ann Mackall; "Peggy" se crio en el refinamiento y la riqueza.
Mientras visitaba a su hermana en Kentucky en 1809, el doctor Alexander Duke le presentó al teniente Zachary Taylor, de regreso en casa durante un permiso.
El teniente Taylor, de 25 años, se casó con Peggy Smith, de 21, el 21 de junio de 1810, en casa de la hermana de la novia, la señora Mary Chew, cerca de Louisville, Kentucky. Su matrimonio parece haber sido feliz. Devota episcopaliana, la señora Taylor oraba regularmente por su marido soldado. Se volvió un poco reclusa porque, se dice, había prometido a Dios renunciar a los placeres de la vida social si su marido regresaba a salvo de la guerra. Mientras él servía en la guerra estadounidense-mexicana, ella vivía en su plantación de Cypress Grove cerca de Rodney en el condado de Jefferson, Misisipi.

## Primera dama
Con el aumento en la carrera política de Zachary Taylor, su mujer Peggy Taylor literalmente rezaba por su derrota, pues temía las consecuencias personales de convertirse en presidente. Por el tiempo en que llegó a la Casa Blanca, las dificultades de seguir a su marido de fuerte en fuerte y el nacimiento de seis hijos le habían pasado factura.
Semiinválida, permaneció en el segundo piso de la Casa Blanca, dejando los deberes de anfitriona oficial a su hija Mary Elizabeth "Betty" Bliss.

## Muerte
Con la muerte repentina del presidente, la entonces débil salud de la señora Taylor se deterioró rápidamente.
Margaret "Peggy" Taylor murió dos años después, el 14 de agosto de 1852, en Pascagoula, Misisipi. Fue enterrada junto a su esposo en Louisville, Kentucky.

## Retratos y fotografías
Durante muchos años ningún retrato o fotografía de Margaret Taylor pudieron ser plenamente autentificados y no se conocía ninguno superviviente. Un retrato a partir de descripciones contemporáneas fue realizado en 1903 por Lila G. A. Wolfall para el libro Presiding Ladies of the White House, publicado por la Agencia de Arte y Literatura Nacionales, Washington, D. C. Retratos y daguerrotipos supuestamente de Margaret Taylor emergían de vez en cuando dentro del mercado del coleccionismo pero ninguno fue confirmado o autentificado por historiadores de la Casa Blanca, la Biblioteca del Congreso o el Museo Smithsoniano.
Pero en 2010 se descubrió un retrato de Taylor en una placa tintada. Esta imagen en particular parece haber sido el modelo para todas su representaciones posteriores. Hasta inicios del siglo XXI, la única imagen conocida de Taylor era el retrato encargado por el Gobierno de EE. UU. en 1902 y se creía incorrectamente que ninguna fotografía había sobrevivido. Subastas de patrimonio ofrecieron un daguerrotipo de la primera dama, conservado por la familia Taylor, en noviembre de 2010, identificándolo entonces como una de las dos únicas fotografías conocidas. Había sido prestada por su hija, la anfitriona en la Casa Blanca Betty Taylor Bliss Dandridge, para ser utilizada como modelo para grabados e ilustraciones.

Una breve descripción de su aspecto personal en 1825, cuando tenía 37 años, la describe como "una mujer gorda, de aspecto maternal." Así aparece en "Early Days at Red River Settlement, and Fort Snelling.  Reminiscences of Mrs. Ann Adams, 1821–1829." publicada en Collections of the Minnesota Historical Society, Vol. 6, St. Paul, Minn., 1894" páginas 102–103:
En el verano de 1825, el coronel y la señora Snelling con sus hijos... hicieron un viaje a Detroit para visitar a sus parientes, los Hunter y Mclntosh, en ese lugar. Los acompañé en ese  viaje... Cuando llegamos a Prairie du Chien, nos instalamos en Fort Crawford, y nos detuvimos un día o dos a descansar. Los Snelling fueron huéspedes del coronel Zachary Taylor y su esposa, que entonces estaban allí acuartelados. Era con una hija de este matrimonio que se casó Jefferson Davis, mientras era teniente en el ejército. Caí enferma allí, y quería regresar a casa, es decir, al Fuerte. Realmente no me importaba nada más que pasar la enfermedad en casa. Nunca me había separado de mis padres antes. La señora Snelling estaba alarmada, pues no sabía qué hacer más que la acompañara en el viaje, para cuidar de los niños. Habló con la señora Taylor. Aquella señora vino a verme. Era una mujer gorda, de aspecto maternal. Le dijo a la señora Snelling que la mejor manera era entretenerme y pronto olvidaría mi dolencia. Así fue hecho, y la cura tuvo éxito.
Otra descripción del aspecto de Margaret Taylor, de noviembre de 1848, cuando tenía 60 años, se encuentra en el The Massachusetts Ploughman and New England Journal of Agriculture, del 18 de noviembre de 1848, Vol. 8, Núm. 7, página 2: 

MRS. GENERAL TAYLOR E HIJA.-—En el último baile, en East Pascagoula [Mississippi], el General Taylor, su esposa e hija y el Mayor Bliss, estuvieron presentes. De ellos un corresponsal del Mobile Herald escribe lo siguiente:---

Mrs. Gen. T.—Vestido sencillo, y de buen gusto; modales dignos y fáciles, semblante más bien severo pero puede ser consecuencia de su asociación militar.  Persona alta y dominante, comportamiento retirado, sin predilecciones palpables por la alta estación; y, a juzgar por su apariencia, uno supondría que la Casa Blanca no ofrece peculiares atracciones para Mrs. Gen. T., y si su 'liege lord' escuchara  a su sabio y considerado abogado- no es improbable que lo haga. Estará contento de permanecer como Gen. T.